# Limnoporus
Limnoporus is een geslacht van wantsen uit de familie schaatsenrijders (Gerridae). Het geslacht werd voor het eerst wetenschappelijk beschreven door Carl Stål in 1868.

## Soorten
Het genus bevat de volgende soorten:

- Limnoporus canaliculatus (Say, 1832)
- Limnoporus dissortis (Drake & Harris, 1930)
- Limnoporus esakii (Miyamoto, 1958)
- Limnoporus genitalis (Miyamoto, 1958)
- Limnoporus nearcticus (Kelton, 1961)
- Limnoporus notabilis (Drake & Hottes, 1925)
- Limnoporus rufoscutellatus (Latreille, 1807)
- Limnoporus wilsoni Andersen, 1998